# 潘子正
潘子正（1505年—？），字汝中，號十泉，直隸廬州府六安州人，軍籍，明朝政治人物。

## 生平
嘉靖七年（1528年）戊子科應天鄉試第九十七名舉人，十一年（1532年）中式壬辰科會試第三十四名，三甲第十七名進士。大理寺觀政，授行人司行人，十三年（1534年）十二月升兵科給事中，十四年（1535年）九月謫西安縣丞，升開化縣知縣，擢戶部主事、員外郎、郎中，出為汝寧府知府，升湖廣按察司副使、貴州布政使司參政，致仕歸里。

## 家族
曾祖潘岳，雲南道監察御史；祖父潘穜，義官；父潘銳，行人司行人。母仵氏。慈侍下。弟潘子如、潘子孝、潘子安。